# Geastrum lageniforme
Geastrum lageniforme är en svampart som beskrevs av Vittad. 1842. Geastrum lageniforme ingår i släktet jordstjärnor och familjen jordstjärnor.   Inga underarter finns listade i Catalogue of Life.

## Bildgalleri

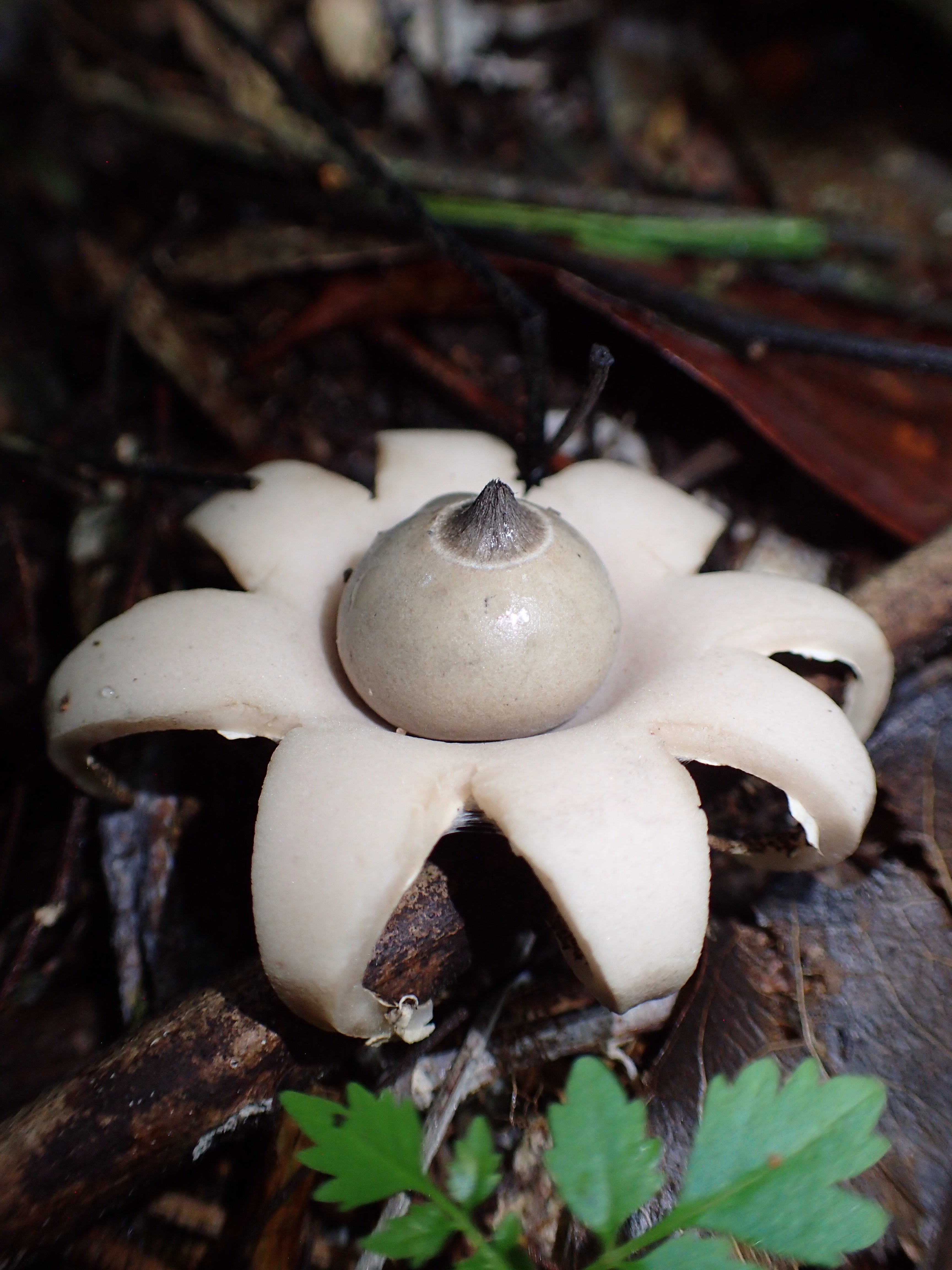